# Elaine Sadler
Elaine Margaret Sadler est une astrophysicienne australienne. Elle est scientifique en chef de l'Australia Telescope National Facility et professeure d'astrophysique à l'École de physique de l'université de Sydney. Elle a été élue membre de l'Académie des sciences australienne (AAS) en 2010 et a commencé un mandat de 4 ans en tant que secrétaire aux affaires étrangères de l'AAS en 2018. Elle était auparavant directrice du centre CAASTRO (de 2014 à 2018),.
Sadler est membre de l'Union astronomique internationale et a été présidente de la division VIII des galaxies et de l'Univers de 2009 à 2012. Elle a plus de 400 publications à son actif en mai 2020.

## Biographie
L'intérêt de Sadler pour l'astronomie s'est développé lorsqu'elle avait huit ans et qu'elle a reçu un livre avec des photographies de télescopes et de l'Univers, ce qui « l'a fait réfléchir aux grandes questions ». À l'âge de 11 ans, elle a rejoint la société locale d'astronomie amateur de Guildford, en Angleterre, dont elle était le plus jeune membre.
Sadler a étudié la physique à l'université du Queensland, où elle a obtenu son diplôme de premier cycle. Elle a obtenu son doctorat en astronomie de l'université nationale australienne en 1983,. Après avoir obtenu son diplôme, elle a travaillé à l'Observatoire européen austral et à l'Observatoire national de Kitt Peak avant de rejoindre l'Observatoire astronomique australien. En 1993, elle a commencé à travailler à l'université de Sydney. Bénéficiant de trois bourses ARC, elle « a eu le temps de mener à bien des projets de recherche de grande envergure ». Avec une équipe de collègues, Sadler a développé un atlas radio de l'ensemble du ciel austral, en utilisant le télescope de synthèse de l'observatoire de Molonglo de l'université de Sydney, qui est maintenant utilisé par les astronomes du monde entier.
Dans son rôle de directrice de CAASTRO, elle a supervisé « un réseau de plus de 100 scientifiques et plus de 40 étudiants chercheurs dans les sept pôles universitaires de CAASTRO (à l'université de Sydney, à l'université nationale australienne, à l'université Curtin, à l'université de Melbourne, à l'université du Queensland, à l'université de technologie de Swinburne (en) et à l'université occidentale de Sydney) et onze institutions partenaires australiennes et étrangères. ».
En juillet 2015, l'équipe de recherche de Sadler a découvert une galaxie vieille de 5 milliards d'années en utilisant le système Australian Square Kilometre Array Pathfinder du CSIRO.
Les principaux domaines de recherche de Sadler comprennent l'évolution des galaxies et les galaxies actives.